# Vasile Frăteanu
Vasile Frăteanu este profesor universitar doctor la Universitatea „Babeș-Bolyai” din Cluj-Napoca, România.

## Biografie

### Învățământul
S-a născut la 24 februarie 1942 la Timișoara și a urmat Liceul „Gh. Barițiu”, Cluj-Napoca (1948-1959). Între 1959 și 1964 urmează cursurile Facultății de Filologie, Cluj-Napoca, (examenul de licență – 1965) și obține apoi doctoratul în filologie (specialitatea estetică) la Universitatea din București (1975) cu teza Mit și cultură la Nietzsche.

### Activitatea profesională
Din vasta sa activitate profesională trebuie subliniat că a fost redactor la Editura pentru literatură, secția din Cluj-Napoca (1966-1970), redactor la Editura „Dacia” (1970-1975), asistent universitar la Colectivul de Școlarizare al Cetățenilor Străini din cadrul Universității „Babeș-Bolyai”, Cluj-Napoca (1975-1985), profesor la liceele „Emil Racoviță” și „Gheorghe Șincai” din Cluj-Napoca (1 septembrie 1985 – 1 noiembrie 1985), bibliotecar principal la Biblioteca Centrală Universitară din Cluj-Napoca (1985 – 1992). A mai ocupat funcțiile de Șef al Departamentului de Filosofie (2000-2002) și Șef al Catedrei de Filosofie Sistematică (1999-2004), din cadrul Universității „Babeș-Bolyai”.

### Funcții
În ultima perioadă a ocupat mai multe funcții: conferențiar universitar, din 1992, la Universitatea „Babeș-Bolyai”, Cluj-Napoca, titularul cursurilor de ontologie, metafizică, filosofie și teologie, profesor universitar din anul 2003 la Universitatea „Babeș-Bolyai”, Cluj-Napoca, titularul cursurilor de ontologie, metafizică și filosofie și teologie.

### Activități
Printre activitățile sale se pot menționa: Conducător de doctorat (din 2005); Președinte al comisiilor de acordare a gradului didactic I și îndrumător științific al lucrărilor candidaților; Membru al Colegiului de redacție al revistei „Studia Universitatis”, Babeș-Bolyai; Membru în Colegiul de redacție al revistei „Gândire, cultură, societate”; Membru al Asociației culturale „Lucian Blaga”.

## Premii
Este premiat cu Premiul Vasile Conta al Academiei Române pentru lucrarea Tratat de metaflzică (2002).

## Cărți
Din lunga listă de publicații cele mai importante sunt: 
1. Teza de doctorat: Mit și cultură la Nietzsche (Universitatea din București, 1975, 372 p).
2. Critica gândirii mitice, Editura „Dacia”, Cluj-Napoca, 1980, 352 p.
3. Conștiință și luciditate - Eseu asupra subiectivității (Eseu filosofic), Editura „Dacia”, Cluj-Napoca, 1987, 152 p.; Ediția a II-a revăzută, „Casa Cărții de Știință”, Cluj-Napoca, 1994, 150 p., ISBN 973-96574-8-6; traducere în engleză - Essay on Subjectivity, „Cluj University Press”, 1999, 150 p., ISBN 973-595-044-8.
4. Ființa, devenirea, gândirea, limbajul, „Presa Universitară Clujeană”, 1999, 120 p., ISBN 973-595-028-6.
5. Tratat de metafizică, Editura „Dacia”, Cluj-Napoca, 2002, 416 p., ISBN 973-35-1496-9.
6. Tratat de metafizică, ediția a II-a revăzută, Editura „Dacia”, Cluj-Napoca, 2006, 420 p.

## Volume colective
Apare în mai multe volume colective:
1. Eonul Blaga (îngrijitor de ediție Mircea Borcilă), Editura „Albatros”, București, 1997 (Lucian Blaga, Un model metafizic, pp. 329–339), ISBN 973-24-0434-5.
2. Filosofie și religie (coordonator Sandu Frunză), Editura „Limes”, Cluj-Napoca, 2001 (Despre Dumnezeu, pp. 15–46), ISBN 973-8089-28-X.
3. Drumul spre metafizică (interviu în Personalități clujene contemporane - coordonator Cristian Colceriu, Editura „Limes”, Cluj-Napoca, 2005, pp. 73–81).
4. Dicționar tematic poliglot (în colaborare cu Danciu Al., Lascu Gh., Nastratin I.) - litografiat (1978).
5. Culegere de exerciții gramaticale (în colaborare cu Bejan I., Goga M., Moldovan V.) - litografiat (1983).

Pe lângă o serie întreagă de articole și studii a realizat și traducerea cărții lui Friedrich Nietzsche, Amurgul Idolilor (Editura „ETA”, Cluj-Napoca, 1993).

## În prezent
Actualmente este Profesor consultant, la Universitatea „Babeș-Bolyai”.